# Amphoe San Sai

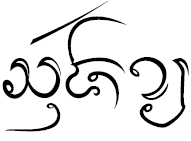
„San Sai“ in Lan-Na-Schrift

Amphoe San Sai (thailändisch อำเภอ สันทราย) ist ein Landkreis (Amphoe – Verwaltungs-Distrikt) im zentralen Teil der Provinz Chiang Mai. Die Provinz Chiang Mai liegt in der Nordregion von Thailand.

## Geographie
Benachbarte Landkreise (von Norden im Uhrzeigersinn): die Amphoe Mae Taeng, Doi Saket, San Kamphaeng, Mueang Chiang Mai und Mae Rim der Provinz Chiang Mai.

## Ausbildung
Im Amphoe San Sai befindet sich der zentrale Campus der Maecho-Universität, die 1934 als Lehrerausbildungseinrichtung für die Landwirtschaft gegründet worden ist.

## Verwaltung

### Provinzverwaltung
Der Kreis ist in zwölf Kommunen (Tambon) eingeteilt, die sich weiter in 116 Dörfer (Muban) unterteilen.
| Nr. | Name          | Thai       | Muban | Einw.  |
| --- | ------------- | ---------- | ----- | ------ |
| 1.  | San Sai Luang | สันทรายหลวง | 08    | 06.848 |
| 2.  | San Sai Noi   | สันทรายน้อย  | 07    | 17.198 |
| 3.  | San Phranet   | สันพระเนตร  | 07    | 06.846 |
| 4.  | San Na Meng   | สันนาเม็ง    | 10    | 09.810 |
| 5.  | San Pa Pao    | สันป่าเปา    | 06    | 04.334 |
| 6.  | Nong Yaeng    | หนองแหย่ง   | 11    | 05.353 |
| 7.  | Nong Chom     | หนองจ๊อม    | 09    | 16.587 |
| 8.  | Nong Han      | หนองหาร    | 13    | 20.154 |
| 9.  | Mae Faek      | แม่แฝก      | 12    | 09.258 |
| 10. | Mae Faek Mai  | แม่แฝกใหม่   | 12    | 07.803 |
| 11. | Mueang Len    | เมืองเล็น    | 05    | 02.887 |
| 12. | Pa Phai       | ป่าไผ่       | 16    | 14.184 |

### Lokalverwaltung
In diesem Bezirk gibt es eine Kommune mit „Stadt“-Status (Thesaban Mueang): Mae Cho (เทศบาลเมืองแม่โจ้), bestehend aus Teilen der Tambon Nong Chom, Nong Han und Pa Phai.
Zudem gibt es elf Kommunen mit „Kleinstadt“-Status (Thesaban Tambon):
- San Sai Luang (เทศบาลตำบลสันทรายหลวง) besteht aus den ganzen Tambon San Sai Luang und San Sai Noi sowie aus Teilen der Tambon San Phranet und Pa Phai,
- San Phranet (เทศบาลตำบลสันพระเนตร) besteht aus weiteren Teilen des Tambon San Phranet,
- San Na Meng (เทศบาลตำบลสันนาเม็ง) besteht aus dem ganzen Tambon San Na Meng,
- Nong Chom (เทศบาลตำบลหนองจ๊อม) besteht aus weiteren Teilen des Tambon Nong Chom,
- Mae Faek (เทศบาลตำบลแม่แฝก) besteht aus dem ganzen Tambon Mae Faek,
- Chedi Mae Khrua (เทศบาลตำบลเจดีย์แม่ครัว) besteht aus dem ganzen Tambon Mae Faek Mai,
- Pa Phai (เทศบาลตำบลป่าไผ่) besteht aus weiteren Teilen des Tambon Pa Phai,
- Mueang Len (เทศบาลตำบลเมืองเล็น) besteht aus dem ganzen Tambon Mueang Len,
- San Pa Pao (เทศบาลตำบลสันป่าเปา) besteht aus dem ganzen Tambon San Pa Pao,
- Nong Yaeng (เทศบาลตำบลหนองแหย่ง) besteht aus dem ganzen Tambon Nong Yaeng,
- Nong Han (เทศบาลตำบลหนองหาร) besteht aus weiteren Teilen des Tambon Nong Han.